# Живописная Россия
«Живописная Россия» (рос. «Живописная Россія. Отечество наше въ его земельномъ, историческомъ, племенномъ, экономическомъ и бытовомъ значеніи») — 12-томне популярне історико-географічно-етнографічне ілюстроване видання. Видане за редакцією віце-голови Російського географічного товариства Петра Семенова в 19 книгах друкарні Маврикія Вольфа в Санкт-Петербурзі та Москві впродовж 1881–1901 років. Книги виходили поза порядковою числовою послідовністю. В «Живописной России» подані ілюстровані описи всіх регіонів Російської імперії, у тому числі відомості про природні умови, сільське господарство, промисловість, побут і звичаї населення, про історію та тодішній стан найбільших міст і населених пунктів імперії тощо.
5-й том цього видання (СПб. — М., 1897–98), який складається з 2-х частин, був присвячений українським землям. 1-ша частина — «Малороссия, Подолия и Волынь» (Полтавська, Чернігівська, Волинська, Подільська, Харківська та Київська губернії). 2-га — «Малороссия и Новороссия», (Бессарабська, Херсонська, Катеринославська та Таврійська губернії). Кожна з цих частин містить серію нарисів, присвячених різним регіонам і періодам української історії: від найдавніших часів до кінця 19 ст. Видання добре ілюстроване, зокрема в 5-му томі опубліковано понад 500 ілюстрацій та низка карт. Авторами нарисів у 5-му томі «Живописной России» були російські та українські вчені й публіцисти: Я.Абрамов, М.Александрович, К.Березин, Г.Богров, В.Борисов, С.Давидович, Є.Карнович, П.Куліш, В.Майнов, С.Максимов, Є.Марков, Д.Мордовець (Мордовцев), П.Полевой, І.Попов, Д.Самоквасов та ін. Вступні статті до всіх томів «Живописной России» підготував Петро Семенов.